# Oh In-kyun
Oh In-Kyun  (sinh ngày 29 tháng 1 năm 1985) là một cầu thủ bóng đá người Hàn Quốc hiện tại thi đấu cho Persib Bandung ở vị trí tiền vệ ở Liga 1.